# Goethe (Schiff)
Die Goethe ist ein über Schaufelräder angetriebenes Fahrgastschiff der KD Europe S.à r.l., das in der Zeitcharter von der Köln-Düsseldorfer Deutsche Rheinschiffahrt betrieben wird. Sie wird in der Hauptsaison von Ende April bis Anfang Oktober mit einem festen Fahrplankurs zwischen Koblenz und Rüdesheim eingesetzt. Bei Sonderfahrten und bei Niedrigwasser im Bereich des Mittelrheins verkehrt das Schiff auch auf anderen Fahrtrouten.
Am 4. August 1913 wurde die Goethe als letzter Glattdeckdampfer für den kombinierten Personen- und Gütertransport von der Preußisch-Rheinischen-Dampfschiffahrts-Gesellschaft in Dienst gestellt. Mitte der 1920er-Jahre wurde er zu einem Doppeldeck-Salondampfer umgebaut. Am 3. März 1945 zerstörten zwei von amerikanischen Tieffliegern abgeworfene Sprengbomben das Achterschiff des als Unterkunft für sowjetische Zwangsarbeiter dienenden Raddampfers. Bei diesem folgenschwersten Angriff auf ein Schiff der Köln-Düsseldorfer im Zweiten Weltkrieg kamen 20 Zwangsarbeiter und ein Maschinist der Goethe ums Leben.
Nach dem Wiederaufbau in den Jahren 1952/53 verkehrte der Seitenraddampfer bis zur Außerdienststellung im Oktober 1989 im Schnellfahrdienst zwischen Köln und Mainz. Die Reederei beauftragte 1995 eine vollständige Sanierung der Goethe, um sie als Nostalgiedampfschiff im von Touristen stark frequentierten Oberen Mittelrheintal einzusetzen. Bis zu einem Defekt an der Dampfmaschine im Jahr 2008 war die Goethe der letzte auf dem deutschen Rhein fahrende Schaufelraddampfer. Trotz öffentlicher Proteste ließ die Reederei das Schiff aus wirtschaftlichen Gründen auf einen dieselhydraulischen Antrieb umrüsten. Die Köln-Düsseldorfer stellte die ausgebaute denkmalgeschützte Dampfmaschine dem Kölner Stadtmuseum als Dauerleihgabe zur Verfügung. Nach dem Umbau wurde die Goethe auf die luxemburgische Unternehmenstochter KD Europe S.à r.l. übertragen und nach Malta ausgeflaggt.

## Geschichte

### Bau- und Inbetriebnahme

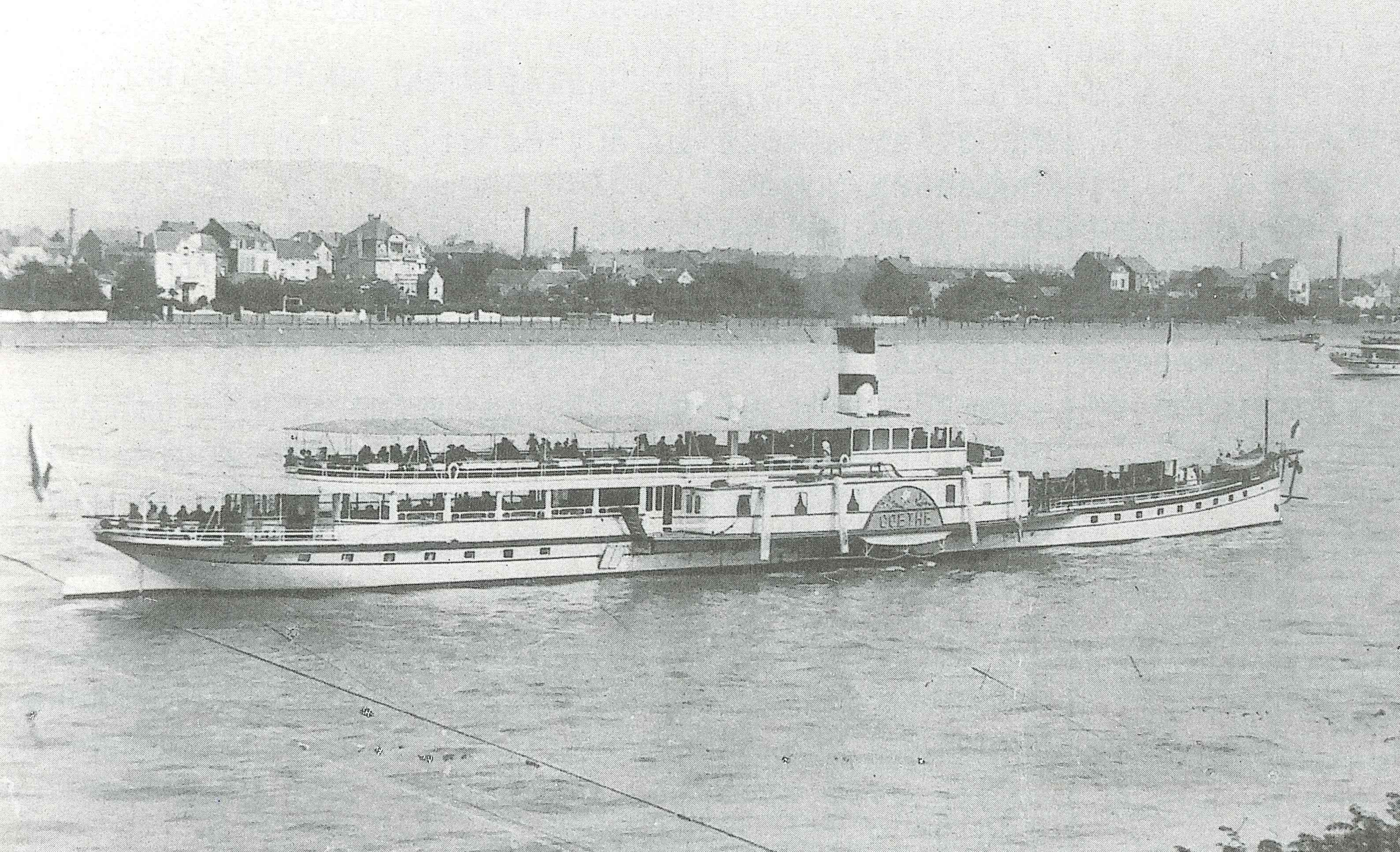
Der Glattdeckdampfer Goethe kurz nach der Ablieferung im Sommer 1913

Als Ersatz für den 1912 ausgemusterten Dampfer E.M. Arndt bestellte die Preußisch-Rheinische Dampfschiffahrts-Gesellschaft (PRDG) bei der Werft Gebrüder Sachsenberg in Köln-Deutz einen Glattdeckdampfer, der im kombinierten Güter- und Personenverkehr eingesetzt werden sollte. Der Stapellauf des unter der Baunummer 709 gefertigten Schiffs fand am 22. Juli 1913 statt, die Abnahmefahrt am 2. August. Mit zahlreichen Ehrengästen und Mitgliedern des PRDG-Verwaltungsrats führte die festliche Jungfernfahrt am Folgetag von Köln nach Koblenz. Es war das zweite Schiff, das die PRDG nach dem Dichter Johann Wolfgang von Goethe benannte. Ab dem 4. August 1913 setzte die Betriebsgemeinschaft Köln-Düsseldorfer die Goethe im Plandienst zwischen Koblenz und Mainz ein. Goethe war das letzte Schiff, das die beiden Reedereien der Betriebsgemeinschaft für den kombinierten Güter- und Personentransport in Auftrag gaben. Der Glattdeckdampfer verfügte im Vor- und im Hinterschiff des Unterdecks jeweils über zwei Güterräume, die über Luken von zwei fest an Bord montierten kleinen Dampfkränen bestückt wurden. Der vordere Bereich des Hauptdecks, der in den Wintermonaten ebenfalls zum Gütertransport genutzt wurde, konnte mit einem Sonnenschutzsegel abgedeckt werden. Die Ladevorrichtungen wurden in den Sommermonaten demontiert, sodass das gesamte Hauptdeck den Fahrgästen zur Verfügung stand. Für sie gab es im Hinterschiff des Unterdecks einen Salon und darüber im Hauptdeck einen großen Speisesaal. Die Mannschafts- und Versorgungsräume lagen in den Radkästen und im Unterdeck. Auf dem oberhalb der Radkästen beginnenden kleineren Oberdeck befanden sich der offene Ruderstuhl und ein von den Passagieren benutzbares freies Achterdeck. Bei der Indienststellung war das Schiff 77,80 m lang und 15,65 m breit. Das mit Kohle befeuerte Dampfschiff durfte bis zu 1660 Fahrgäste befördern.:482 u. 483

### Vom Ersten bis zum Beginn des Zweiten Weltkriegs

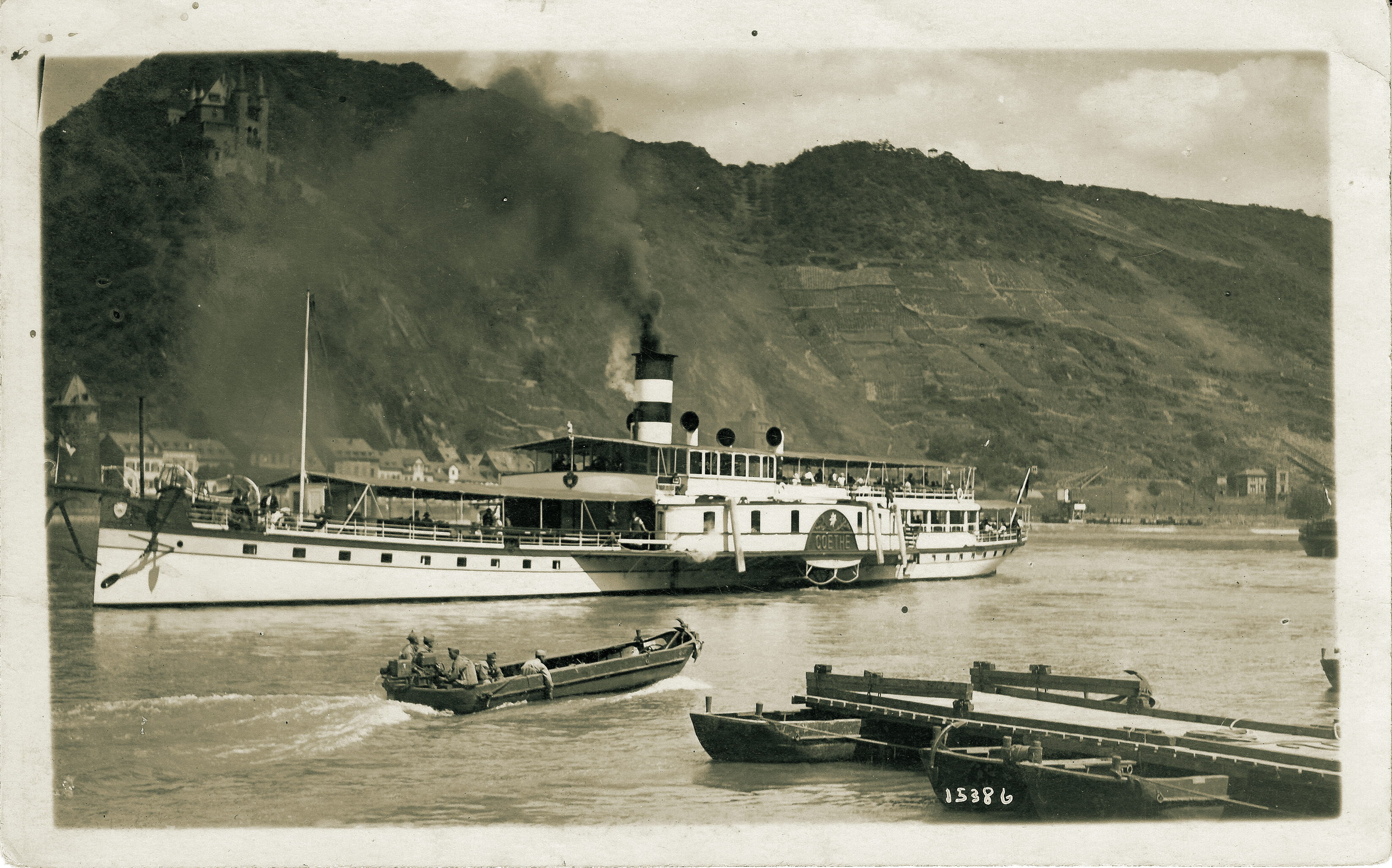
Der Seitenraddampfer Goethe auf dem Rhein bei Sankt Goarshausen, Juli 1924

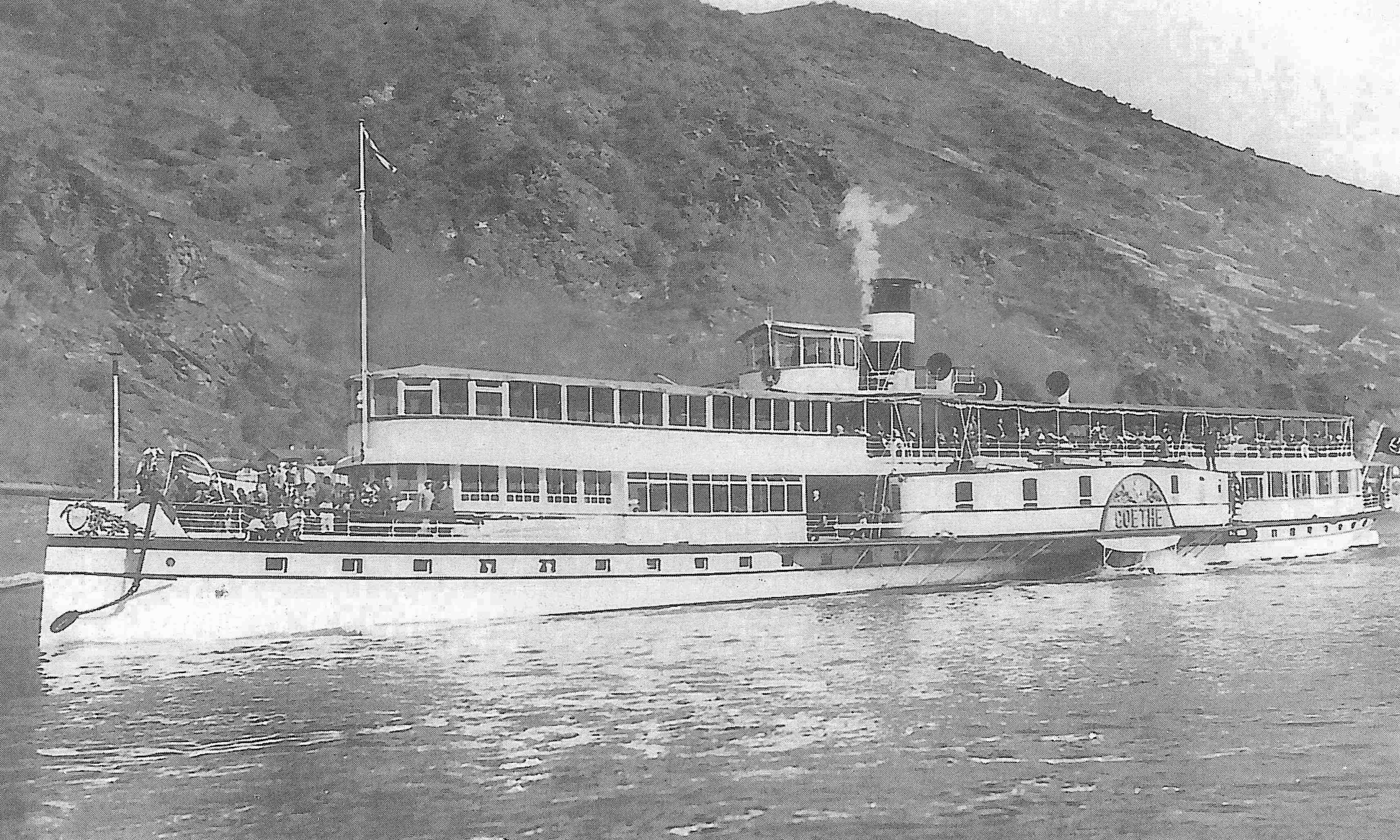
Der Doppeldeck-Salondampfer Goethe auf dem Mittelrhein (1936)

Während des Ersten Weltkriegs setzte die KD den Dampfer im regulären Plandienst ein. Nach Kriegsende musste das Schiff während der Rheinlandbesetzung auf Weisung der französischen Besatzungsführung an den Chef des Feldeisenbahnwesens vermietet werden. Die Goethe wurde der Schiffahrtsgruppe West zugeteilt. Diese setzte sie vom 21. Januar bis zum 18. November 1919 als Truppentransporter oder zur Güterbeförderung ein. Aufgrund eines Eisenbahnerstreiks übernahm die Köln-Düsseldorfer vom 11. März bis 17. Dezember 1923 die Postbeförderung zwischen Ludwigshafen und Xanten. Auf dem Schiff wurde ein Briefpostamt eingerichtet, der vordere Bereich des Hauptdecks diente als Lagerfläche für Pakete. Da durch den Konjunkturaufschwung in den „Goldenen Zwanzigern“ der Bedarf an luxuriös ausgestatteten Fahrgastschiffen stieg und gleichzeitig das Frachtvolumen durch die konkurrierende, immer schneller werdende Eisenbahn sank, baute die Reederei die Goethe im Winter 1924/25 zu einem Doppeldeck-Salondampfer um. Dabei wurden die Aufbauten des Haupt- und des Oberdecks bis zum Vorschiff verlängert und der Ruderstuhl in der Schiffsmitte über dem Oberdeck installiert. Nach Abschluss der Umbaumaßnahme im April 1925 durfte die Goethe bis zu 2400 Fahrgäste aufnehmen und wurde vornehmlich im Schnellfahrdienst zwischen Köln und Mainz eingesetzt. Von 1934 bis September 1939 setzte die nationalsozialistische Organisation Kraft durch Freude das Schiff zeitweise für Ausflugsfahrten ein. Bei einem weiteren Umbau im Jahre 1938 erhielt der Dampfer einen festen wettergeschützten Ruderstuhl.:483

### Zweiter Weltkrieg

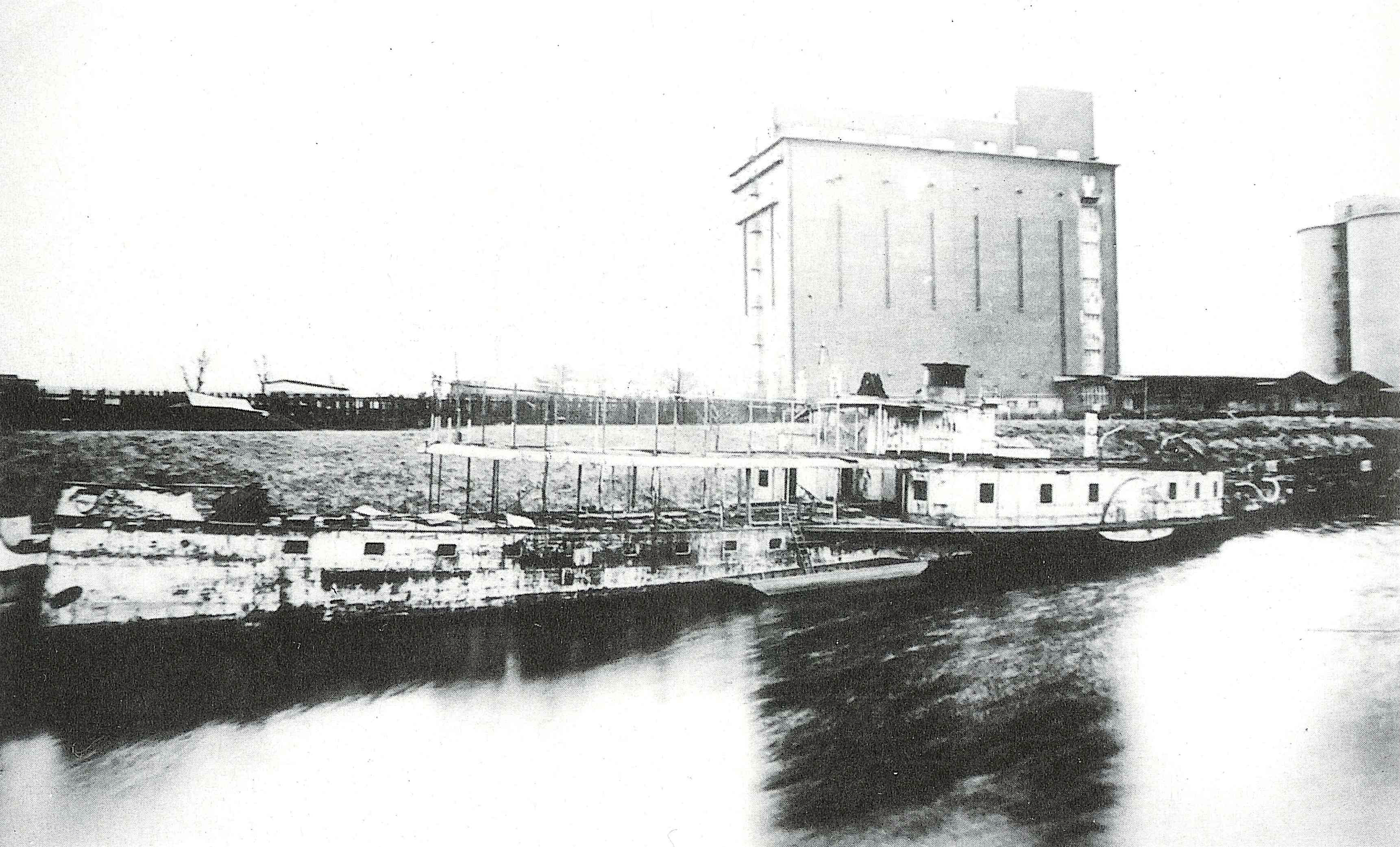
Das aufgelegte Schiffswrack im Düsseldorfer Hafen

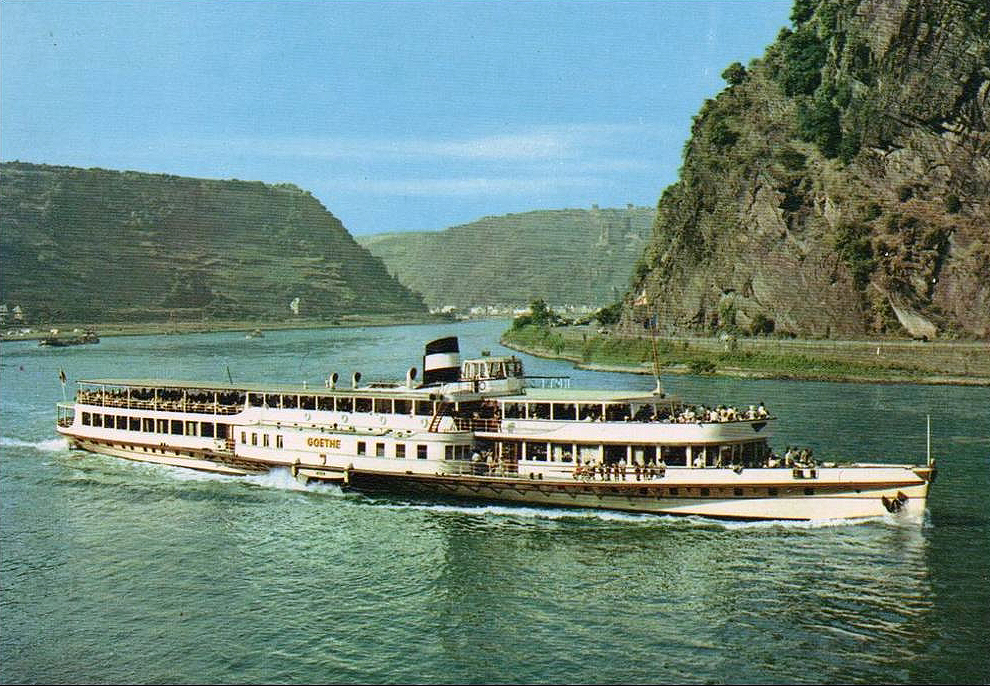
Die Goethe an der Loreley (1960)

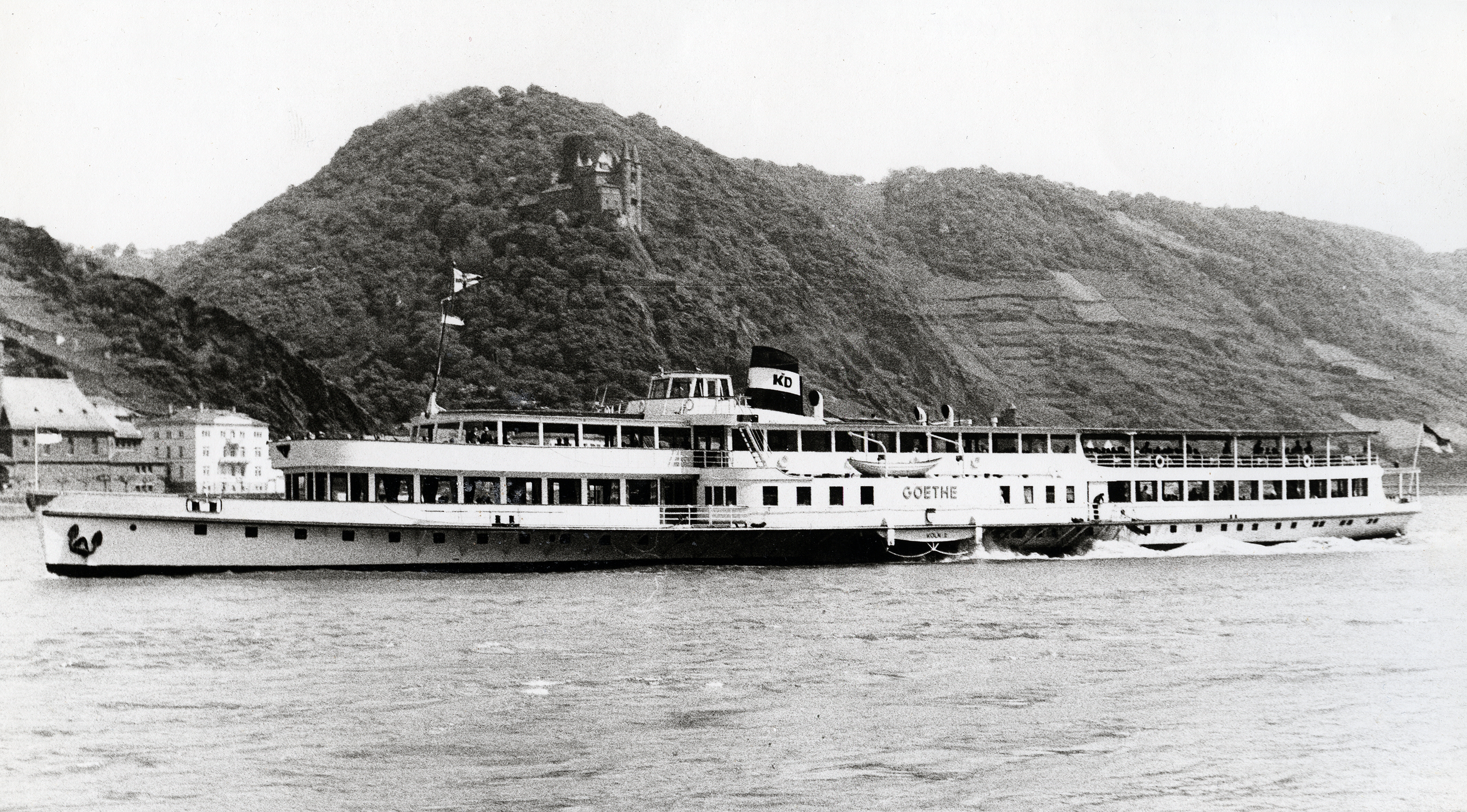
Mit komplett weißer Lackierung (1973)

Nach Ausbruch des Zweiten Weltkriegs setzte die Reederei das Schiff wieder im kombinierten Personen- und Frachtverkehr ein. Der Gütertransport war notwendig geworden, um den Status der Kriegswichtigkeit für die KD aufrechtzuerhalten. Auf diese Weise war sichergestellt, dass die Reederei die notwendigen Betriebsmaterialien wie Kohle, Schmierstoffe und metallene Ersatzteile zugeteilt bekam und das wehrpflichtige Personal auf den Schiffen bleiben konnte. Zum besseren Schutz vor Luftangriffen erhielt die Goethe im März 1941 einen blaugrauen Tarnanstrich.
Kurz bevor die talwärts fahrende Goethe am 29. Juli 1942 die Koblenzer Schiffsbrücke passieren wollte, explodierten zwei Sprengbomben in unmittelbarer Nähe. Durch die Druckwelle wurden 21 der 600 Fahrgäste verletzt. Der hintere steuerbordseitige Schiffsboden wurde eingedrückt und schlug leck, das Ruder war beschädigt. Nach der Reparatur auf der Kölner Werft von Ewald Berninghaus konnte der Dampfer erst ab 11. Juni 1943 wieder eingesetzt werden. Im Frühjahr 1944 sicherte die Köln-Düsseldorfer den größten Teil des Inventars der Goethe in einem Lastkahn, der im Hafen von Sankt Goarshausen verankert wurde. Bis zu einem Maschinenschaden am 7. August 1944 setzte die Reederei das Schiff weiter im Liniendienst ein.:484
Ab September 1944 mietete die Union Rheinische Braunkohlen Kraftstoff AG in Wesseling das Schiff als Unterkunft für die in ihrem Werk verpflichteten Zwangsarbeiter. Nachdem der Betrieb des Hydrierwerks nach mehreren schweren Bombenangriffen nicht mehr aufrechterhalten werden konnte, übernahm die NSDAP-Kreisleitung in Ahrweiler die Goethe als Wohnschiff mit Liegeplatz in Oberwinter. An Bord wurden mehrere Hundert sowjetische Zwangsarbeiter einquartiert, die am Westwall zur Aushebung von Schützengräben eingesetzt waren. Obwohl der Dampfer zum Schutz vor den meist aus westlicher Richtung anfliegenden Bombern unterhalb einer hohen Stützmauer am linksrheinischen Hindenburgufer verankert war, wurde er am Nachmittag des 3. März 1945 Ziel von zwei amerikanischen Tieffliegern. Zwei Bomben trafen das Hinterschiff und zerstörten es völlig. Etwa 20 Zwangsarbeiter und der an Bord befindliche Erste Maschinist des Schiffs wurden bei dem Angriff getötet, weitere Menschen wurden teilweise schwer verletzt. Die getöteten Zwangsarbeiter wurden am nächsten Tag auf dem Friedhof in Oberwinter beigesetzt. Seit 2003 erinnert eine Gedenktafel auf dem Rastplatz „Siebengebirgsblick“ an der Bundesstraße 9 an den inzwischen überbauten Unglücksort.:485

### Vom Wiederaufbau bis zu den 1960er-Jahren
Das Vorder- und Mittelschiff sowie die Kessel- und Maschinenanlage konnten im April 1949 gehoben werden. Anschließend überführte die Reederei die Teile nach Düsseldorf. Das zerstörte Hinterschiff verblieb in Oberwinter und wurde erst 1952 gehoben und vor Ort verschrottet. Im Herbst 1951 verhandelte die PRDG mit der Schiffswerft Christof Ruthof über einen Wiederaufbau. Man plante, die vorhandenen Rumpfteile mit dem verkürzten Hinterschiff des ebenfalls zerstörten Dampfers Ostmark zu ergänzen. Am 1. Dezember 1951 einigten sich die beiden Parteien. Die vereinbarten Kosten für den unter der Bau-Nr. N1368 wieder aufzubauenden Seitenraddampfer lagen bei 1.128.500 DM. Nach der Lieferung der provisorisch zusammengenieteten Rumpfteile stellte sich heraus, dass die Montage des Hinterschiffs der Ostmark nicht möglich war, sodass nach der Genehmigung des Aufsichtsrats der Neubau dieses Schiffsteils beauftragt wurde. Die Kosten stiegen damit auf 2.378.500 DM.
Beim Neubau wurden alle Decks freitragend konstruiert und die Aufbauten unter Verwendung von Aluminium in Leichtbauweise ausgeführt. Das Vorschiff der Goethe wurde verlängert und mit einem neuen modernen Bug mit leicht ausgestelltem Steven versehen. Die Aufbauten des mit einem festen Dach versehenen Oberdecks waren etwas kürzer als die des Hauptdecks, sodass im vorderen Bereich ein Sonnendeck eingerichtet werden konnte. Für die Wandverkleidung verwendeten die Raumausstatter verschiedene Edelhölzer, die teilweise mit aufwendigen Schnitzereien zur Geschichte der Köln-Düsseldorfer und zum Leben von Johann Wolfgang von Goethe versehen wurden. Um Auswirkungen von unkontrolliertem Wassereinbruch zu vermeiden, wurde der Schiffsrumpf mit sechs wasserdicht verschließbaren Schotten unterteilt. Zur Steuerung installierte die Werft ein Hitzler-Ruder und drei um 360° schwenkbare, freihängende Balanceruder. Mit der Abnahmefahrt am 11. April 1953 übergab die Ruthof-Werft das fertiggestellte Schiff der PRDG. Die Länge über alles war bei der Ablieferung 83,25 m, die Wasserverdrängung wurde mit 500 m³ angegeben. Die erlaubte Fahrgastkapazität wurde wie vor der Zerstörung auf 2400 festgelegt.
Die festliche Jungfernfahrt der neu aufgebauten Goethe führte am 4. Mai 1953 von Bingen am Rhein über Braubach nach Mainz. Als Festgäste waren alle Bürgermeister und Repräsentanten des Fremdenverkehrs der Orte am Mittelrhein an Bord. Nur fünf Tage später war die Goethe gemeinsam mit dem Fahrgastschiff Köln als Jubiläumsschiff zum hundertjährigen Bestehen der von der Preußisch-Rheinische Dampfschiffahrts-Gesellschaft Köln und der Dampfschiffahrts-Gesellschaft für den Nieder- und Mittelrhein (DGNM) gemeinsam geführten Betriebsgemeinschaft Köln-Düsseldorfer Rheinschiffahrt im Einsatz. Die Festfahrt führte talwärts von Mainz nach Köln. Diesmal nahmen Vertreter der Bundesregierung, Diplomaten und viele andere Ehrengäste an der Fahrt teil. Von Köln-Weiß bis zum Ziel an der Kölner Frankenwerft eskortierten acht weitere KD-Dampfer die beiden Festschiffe. Ab dem 12. Mai 1953 setzte die Köln-Düsseldorfer das Schiff wieder im regelmäßigen Fahrplan der Schnellfahrt Köln–Mainz–Köln ein.:486 u. 487
In Zusammenarbeit mit dem Dampfkesselhersteller Babcock & Wilcox stellte die PRDG die Feuerung der Goethe im Frühjahr 1956 von Kohle auf schweres Heizöl um. Wegen neuer Sicherheitsrichtlinien reduzierten die Behörden die Zulassung am 18. August 1959 auf 1650 Personen. Im Winter 1965/66 wurde die Goethe vollständig weiß lackiert, ohne das zuvor für KD-Schiffe übliche gelbe Rumpfband. Am 16. Mai 1967 fusionierten die DGNM und die Preußisch-Rheinische Dampfschiffahrtsgesellschaft zur Köln-Düsseldorfer Deutsche Rheinschiffahrt AG. Das Eigentum aller Schiffe der beiden Unternehmen wurde der neuen Gesellschaft übertragen.
Nur zwei Tage nach der Übertragung kollidierte der Raddampfer bei Boppard mit dem bergwärts fahrenden Frachtschiff Nordland V. Die Beschädigungen des Backbord-Schaufelrads und der Kurbelwelle waren so stark, dass das Schiff nicht mehr manövrierfähig war. Die an Bord befindlichen Fahrgäste wurden vom Fahrgastschiff Deutschland übernommen. Nach einer Notreparatur konnte das Schiff in die Ruthof-Werft überführt werden. Die Goethe erhielt als Ersatz ein aufgearbeitetes Schaufelrad des ausgemusterten Dampfers Elberfeld. Am 19. Juli 1967 war die Reparatur abgeschlossen. Bei einer weiteren Havarie, verursacht durch den zu weit ausschwenkenden letzten Schleppkahn eines schweizerischen Schleppverbands in Höhe der Loreley am 21. September 1967 touchierte die zu Tal fahrende Goethe mit dem Backbord-Steuerrad den Gangbord des Kahns. Durch die Beschädigung des Seitenrads war der Dampfer manövrierunfähig und trieb an der Loreley vorbei. Nachdem es dem Schiffsführer gelungen war, die Seitenräder rückwärts in Gang zu setzen, konnte das Schiff am Steiger in Sankt Goar festgemacht werden.:488

### Von 1970 bis zur Außerdienststellung 1989

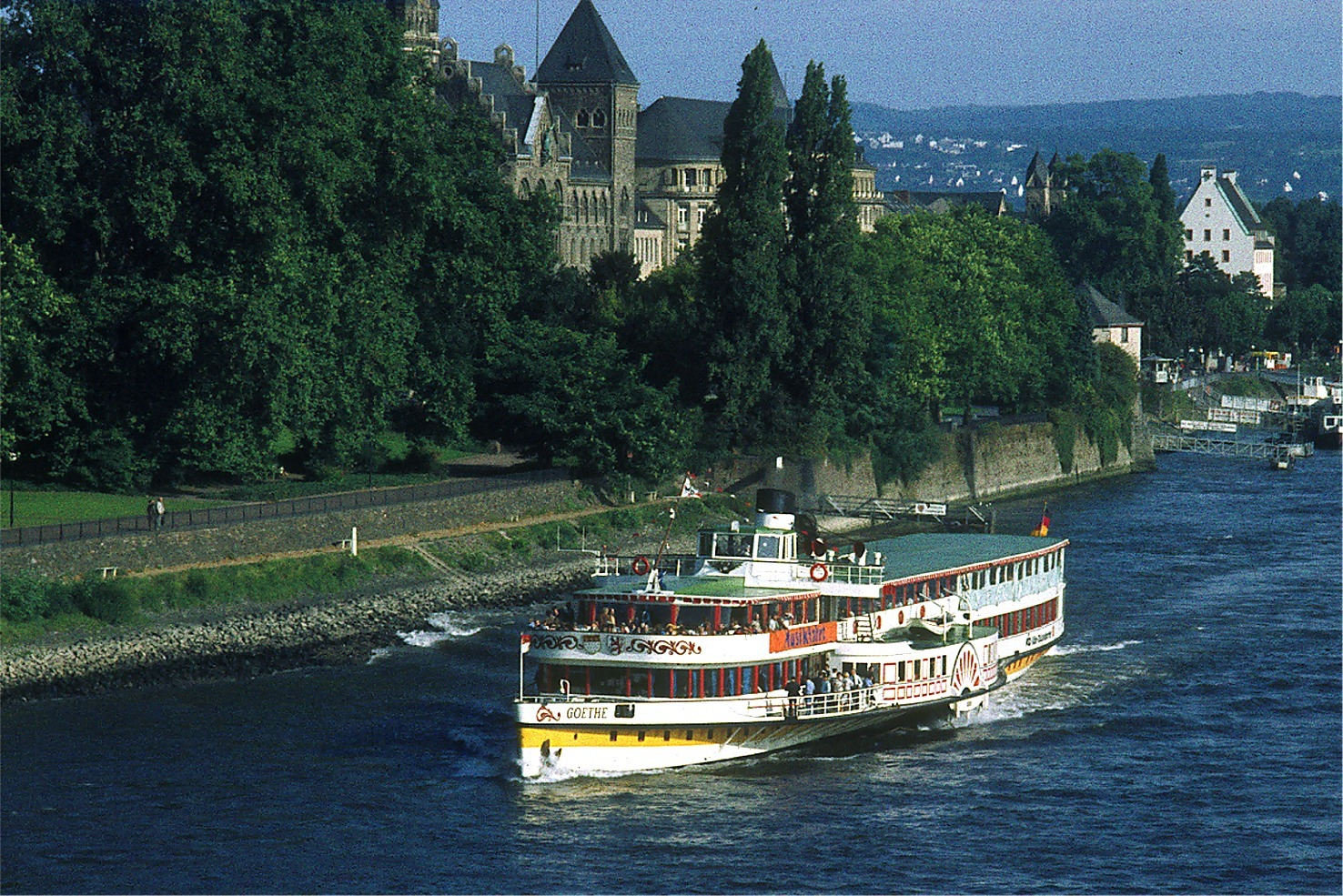
Die Goethe im „Oldtimeranstrich“

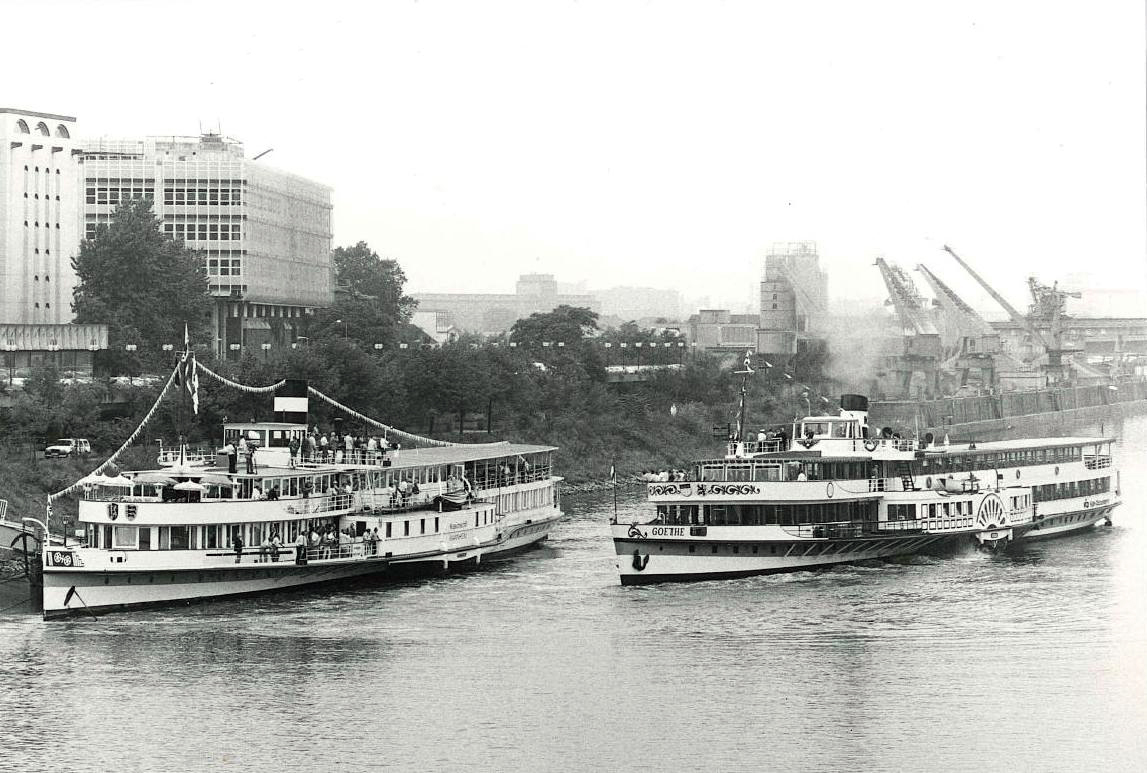
Besuch zum 60. Geburtstag des Museumsschiffs Mannheim (1989)

Altersbedingt erhöhte sich ab den frühen 1970er-Jahren der Wartungsaufwand für die Dampfmaschine und die ebenfalls im Original erhaltene Kesselanlage. Da sich der Rest des Schiffs im Gegensatz zu anderen Raddampfern der Köln-Düsseldorfer noch in einem sehr guten Zustand befand, entschied sich die Reederei, die Goethe neben der Mainz und der Rüdesheim auch nach der mit der Ölkrise 1973 verbundenen Ausmusterungswelle unwirtschaftlich gewordener Dampfschiffe weiter zu betreiben. Am 21. April 1975 wurde dem Schiff die amtliche Europanummer 4200370 zugeteilt. Anlässlich des 150-jährigen Bestehens der PRDG gestaltete die Reederei die Gesellschaftsräume nach Plänen des Architekten Hans von Buschmann in der Winterpause 1975/76 im sogenannten Nostalgielook um. Damit verbunden war auch eine im Folgejahr als „Oldtimeranstrich“ bezeichnete neue Lackierung, die mit roten Applikationen die Radkästen stärker betonte und mit einem breiten gelben Rumpfband an die früheren KD-Raddampfer erinnern sollte. Zudem wurde die gesamte Elektroinstallation erneuert, sodass ein getrennter 220/380-Volt-Bordbetrieb möglich war. Bei einer weiteren Modernisierungsmaßnahme im Frühjahr 1979 erhielt die Goethe auch im hinteren Bereich des Oberdecks eine feste Verglasung. Dieser wettergeschützte Bereich ermöglichte es der Reederei, bei geringem Fahrgastaufkommen nur das Oberdeck zu öffnen und damit die Personal- und Energiekosten zu reduzieren.:489
Anlässlich des 60. Jahrestags der Indienststellung des ehemaligen KD-Raddampfers Mainz, der inzwischen als Außenstelle des Landesmuseums für Technik und Arbeit fest verankert auf dem Neckar in Mannheim lag, wurde am 8. August 1989 eine Festfahrt mit der Goethe organisiert, die mit einem Treffen der beiden Schiffe und großem Presseempfang endete. Dies war eine der vorläufig letzten Fahrten der Goethe, da sie die Köln-Düsseldorfer nach der Saison wegen der maroden Dampfkesselanlage außer Dienst stellte. Nach einem Gutachten des TÜV Rheinland wäre ein Austausch der Kessel und der Verrohrung notwendig gewesen. Zusätzlich hätten die Sicherheitseinrichtungen an Bord verbessert werden müssen. Dies war zu diesem Zeitpunkt aus Kostengründen nicht möglich. Der Dampfer wurde im Hafen Köln-Niehl aufgelegt und als Lagerschiff genutzt.:491

### Die 1990er-Jahre

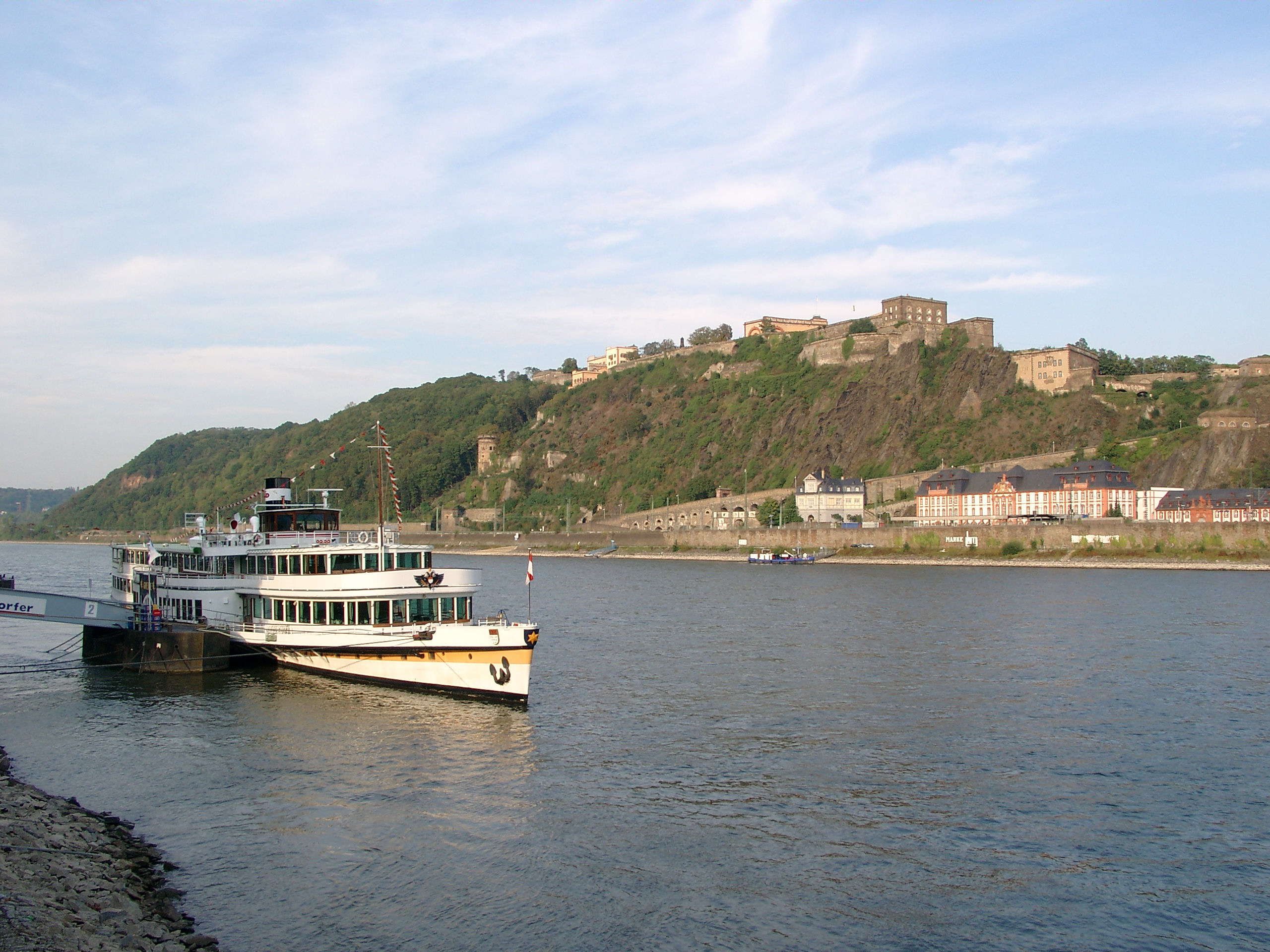
An der planmäßigen Abfahrtstelle in Koblenz (2003)

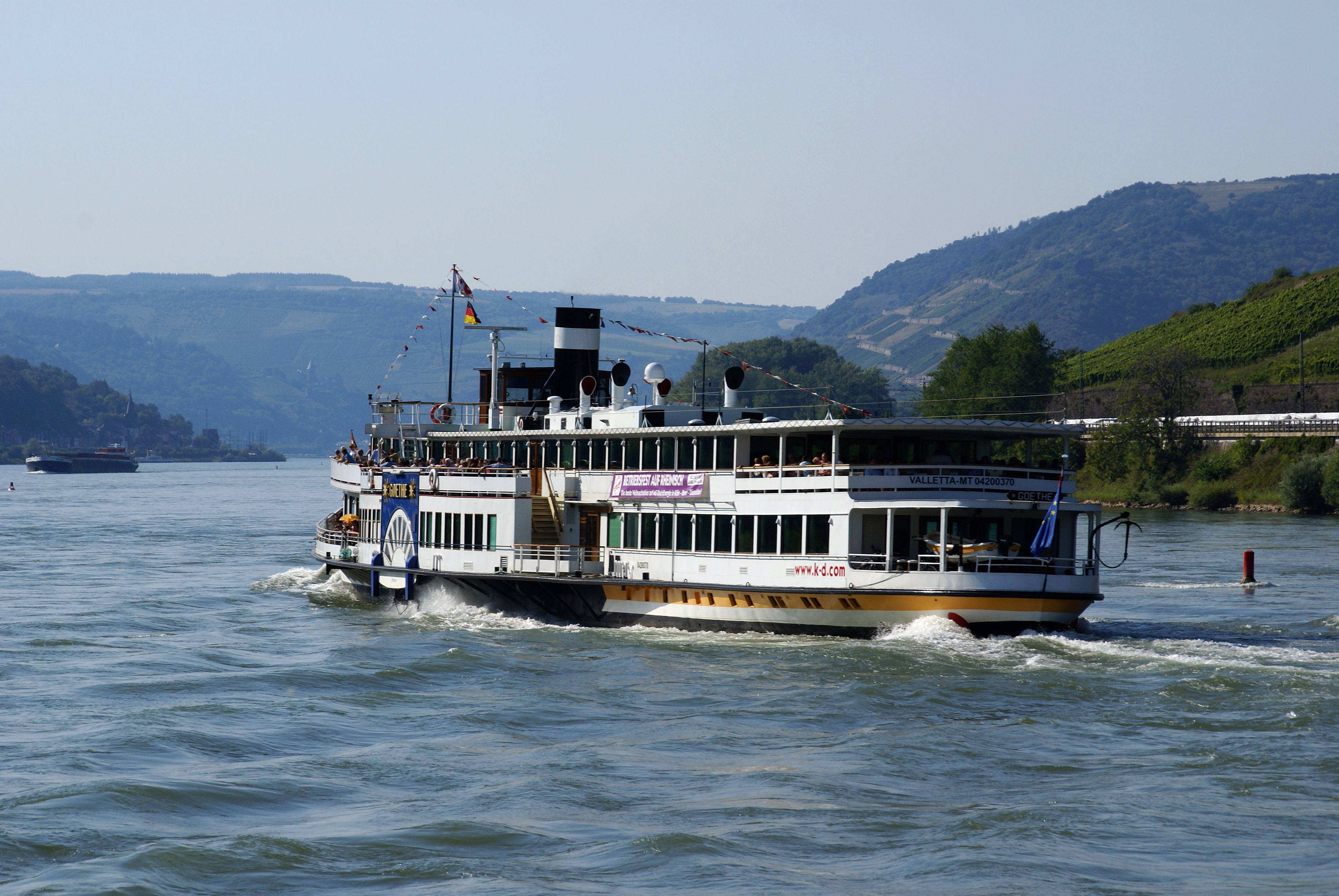
Bei Trechtingshausen (2009)

Vom 2. bis 15. November 1990 diente der ausrangierte Dampfer als Drehort für die deutsche Kriminalkomödie Pizza Colonia mit Mario Adorf und Willy Millowitsch. Für diesen Zweck wurde sie an einen Steiger an der Kölner Frankenwerft geschleppt und mittels eines Schildes oberhalb der Steuerbord-Galerie in das schwimmende Restaurant La Linea verwandelt. Nach den Dreharbeiten wurde sie wieder in den Hafen zurückgeschleppt.
Am 21. April 1992 gründete sich in Köln der Freundeskreis Raddampfer Goethe. Dieser Verein hatte sich zum Ziel gesetzt, die Köln-Düsseldorfer zu einer Wiederinbetriebnahme des Dampfers zu bewegen. Die Initiatoren befürchteten, dass mit der Außerdienststellung der Goethe das Ende des Zeitalters der Dampfschiffe auf dem Rhein endgültig besiegelt war. Der Aufsichtsrat konnte 1993 überzeugt werden, zumindest über die Wiederinbetriebnahme nachzudenken. Der Vorstand wurde beauftragt, Entwürfe für die notwendige Modernisierung zur Wiederinbetriebnahme einzuholen. Die eingereichten Konzepte waren jedoch alle nicht finanzierbar, sodass die Planung wieder verworfen werden musste. Ende 1993 übernahm die Westdeutsche Landesbank die defizitäre Reederei. Die Hauptaufgabe des neu eingesetzten Vorstands war, eine Modernisierung der veralteten Flotte zu veranlassen. Nachdem er zunächst den Bau der drei neuen Fahrgastschiffe Godesburg, Marksburg und Loreley beauftragt hatte, entschied er, den Seitenraddampfer Goethe für Nostalgiefahrten auf dem Mittelrhein zwischen Koblenz und Rüdesheim aufarbeiten zu lassen.
Das Kölner Architektenbüro Vaupel & Partner erhielt den Auftrag für die Projektleitung und Planung der mit 14.000.000 DM budgetierten Maßnahme. Das von den Architekten entworfene Konzept hatte den Einbau einer neuen Dampfkesselanlage des niederländischen Herstellers Novum sowie die Sanierung des Schiffskörpers, der Dampfmaschine und der Schaufelräder mit der größtmöglichen Erhaltung von Originalteilen zum Inhalt. Die Fahrgastbereiche sollten mit Klimaanlagen ausgestattet und behindertengerecht im nostalgischen Stil des Art déco gestaltet werden. Auf den Radkästen sollten neue offene Passagierbereiche entstehen. Am 25. Juli 1995 beauftragte die Köln-Düsseldorfer die niederländische Scheepswerf De Biesbosch in Dordrecht mit der Durchführung der Maßnahme. Am 30. Juli 1995 überführte das schweizerische Schubboot Alpina die Goethe im Koppelverband zur Bauwerft, die sie unmittelbar nach der Ankunft auf die Helling zog. Das unter der Bau-Nr. 37765 sanierte Schiff wurde am 31. Mai 1996 zu Wasser gelassen. Anschließend begann die Neugestaltung der Innenräume. Nach einer Probefahrt am 18. August 1996 konnte der modernisierte Dampfer zur Endausrüstung in den Hafen Köln-Niehl überführt werden. Die tatsächlichen Kosten des Projekts lagen bei 13.000.000 DM.:492
Pünktlich zum 247. Geburtstag von Johann Wolfgang von Goethe am 28. August 1996 segnete Dompropst Bernard Henrichs das Schiff im Beisein der Kölner Bürgermeisterin Renate Canisius, des KD-Vorstands Joachim Kerkering und weiterer 300 Ehrengäste an der Anlegebrücke 4 vor der Kölner Altstadt. Die anschließende Festfahrt führte nach Wesseling und zurück. Da die Goethe nicht fristgerecht abgeliefert worden war, erhielt sie am Vortag der Wiederinbetriebnahme mangels ausreichender Testfahrten nur ein befristetes Schiffsattest mit einer Zulassung für bis zu 500 Fahrgäste. Deshalb testete die Reederei den Raddampfer tageweise bei Rundfahrten in Mainz, Köln und Koblenz. Als keine Probleme mehr auftraten, übernahm das Schiff am 9. September 1996 seine erste planmäßige Fahrt von Koblenz nach Rüdesheim. Am 12. September erhielt es das reguläre Schiffsattest mit einer Zulassung für 750 Passagiere, die nach nochmaliger Prüfung bereits vier Monate später seitens des Wasser- und Schifffahrtsamts Duisburg auf 990 erhöht wurde.

### Von 2000 bis heute

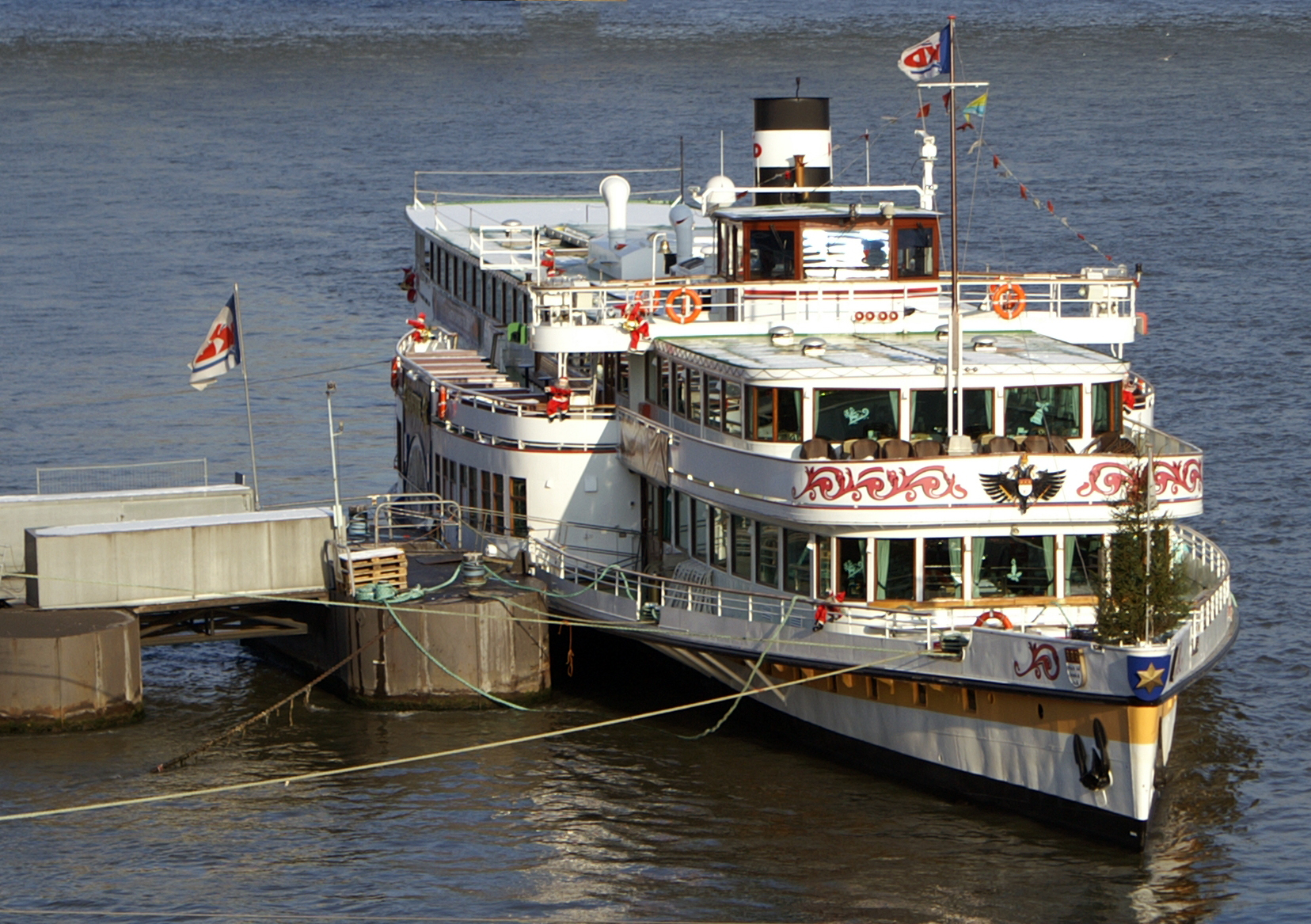
Mit Weihnachtsdekoration in der Adventszeit 2010 am Anleger Köln

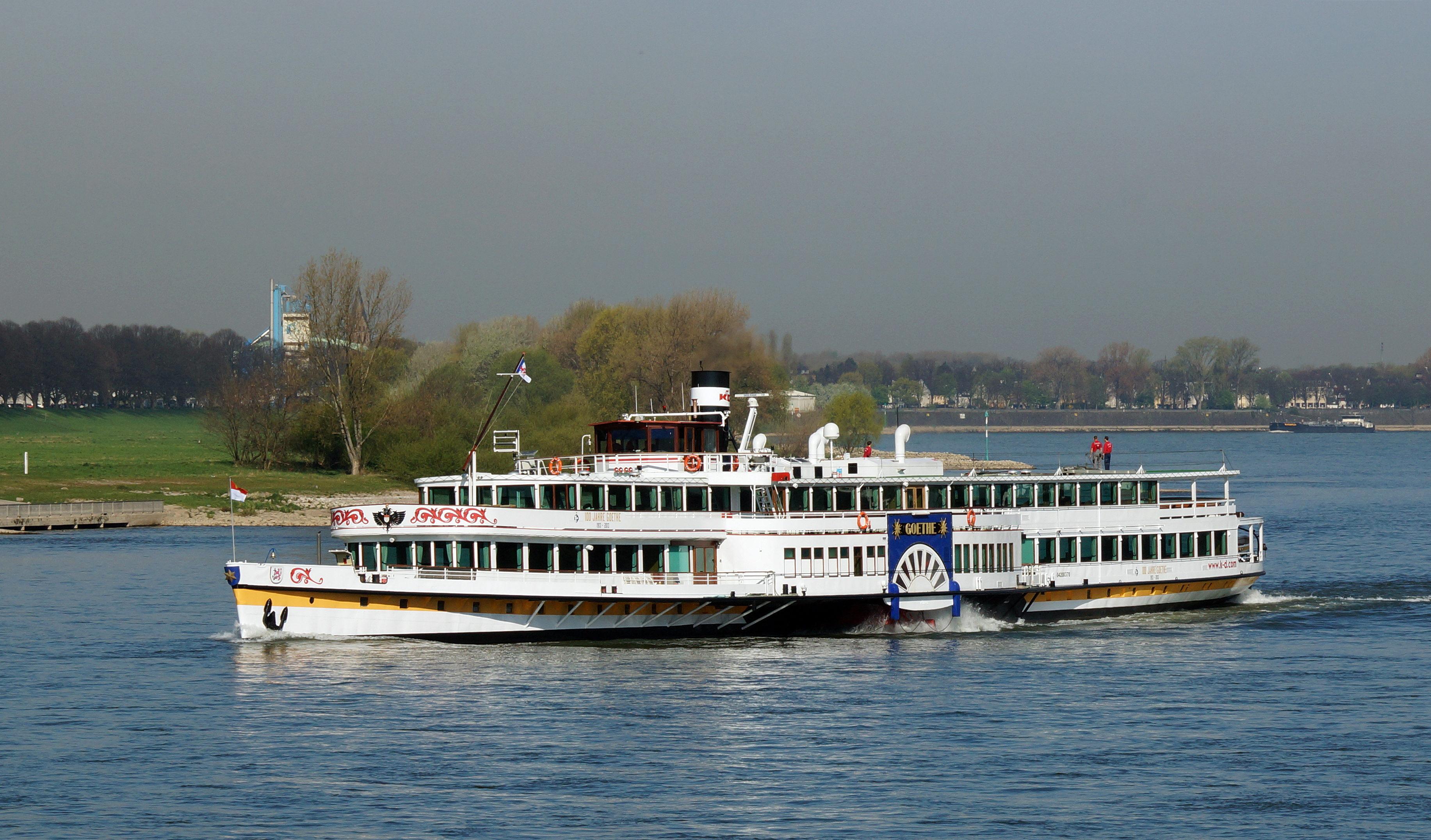
Auf Überführungsfahrt zum Saisonbeginn 2015 in Köln-Niehl

Nachdem die West LB das für die besonders verlustträchtige Flusskreuzfahrtsparte zuständige schweizerische Tochterunternehmen KD Triton AG aus der Köln-Düsseldorfer Deutsche Rheinschiffahrt herausgelöst hatte, verkaufte sie ihre Aktienmehrheit von 98,37 % am 9. März 2000 an die Münchener Premicon AG, einen Anbieter von geschlossenen Schiffsfonds. Um die Wirtschaftlichkeit für die Aktionäre zu gewährleisten, reduzierte die KD ihr Angebot im nicht mehr gewinnträchtigen klassischen Tagesausflugsverkehr und baute gleichzeitig das Segment der Veranstaltungs- und Erlebnisfahrten aus. Die Goethe wurde deshalb neben ihren regelmäßigen Fahrplaneinsätzen auch für Dinner- und Adventsfahrten eingesetzt. Um die gegenüber modernen Fahrgastschiffen deutlich höheren Betriebskosten des Seitenraddampfers auszugleichen und seinen zukünftigen Einsatz zu sichern, wollte die Reederei 2002 einen Förderkreis zur Erhaltung des Raddampfers Goethe initiieren. Die Mitglieder dieses Vereins sollten als Gegenleistung eine Jahresfreikarte für alle KD-Schiffe erhalten, zudem sollten die Firmenlogos und Namen der Förderer auf einer Tafel in der Eingangshalle des Dampfers eingraviert werden. Zur Gründung des Fördervereins kam es allerdings nicht, sodass die KD ab 2004 einen „Dampferzuschlag“ von 1,20 Euro auf jeden für die Goethe gelösten Fahrschein erhob, der 2006 wegen gestiegener Energiekosten auf 1,60 Euro erhöht wurde.
Eine Auswertung am 28. August 2006 ergab, dass die Goethe seit ihrer Wiederindienststellung vor genau zehn Jahren insgesamt 212.093 Kilometer gefahren war und dabei 1.521.343 Fahrgäste befördert hatte. Die Dampfmaschine lief 18.694 Stunden und verbrauchte je Betriebsstunde rund 350 Liter leichtes Heizöl. Der durchschnittliche Verbrauch lag damit um 75 Prozent höher als bei einem vergleichbaren Betrieb mit herkömmlichen Dieselmotoren. In der Saison 2008 stellten Techniker fest, dass der Motorblock gerissen war. Der Riss war vermutlich eine Spätfolge der Bombentreffer von 1945. Die Reparatur der betagten Dampfmaschine hätte 400.000 Euro gekostet – eine neue 2.000.000 Euro. Da die Binnenschiffsuntersuchungsordnung zusätzlich für alle ab 2015 hauptuntersuchten Schiffe zur Erhaltung der Manövrierfähigkeit zwei voneinander unabhängig laufende Maschinen vorschreibt, entschied sich die Reedereileitung für die wirtschaftlichere Umrüstung auf einen dieselhydraulischen Antrieb. Für diese Maßnahme wurden 1.000.000 Euro budgetiert, die über einen Investitionskredit mit Zahlungsziel 2014 finanziert werden sollten. Diese Entscheidung löste Widerstand bei vielen Dampfer- und Technikfreunden aus. Um die Umrüstung zu verhindern, forderten die Ausbaugegner, dass das komplette Schiff unter Denkmalschutz gestellt werden sollte. Die Denkmalbehörde konnte aber nur den Schutz der Dampfmaschine befürworten, da nach ihrer Ansicht durch die verschiedenen Umbau- und Modernisierungsmaßnahmen keine anderen Komponenten erhaltenswert waren. Eine von einem Aktionsbündnis organisierte Protestaktion am 30./31. August 2008 sollte die Reedereileitung von ihrem Vorhaben abbringen. Die Demonstranten verteilten an allen Anlegestellen der Goethe Flugblätter und Ansteckplaketten mit dem Appell „Goethe nicht ihres Herzens zu berauben“. KD-Vorstand Norbert Schmitz zeigte Verständnis für die Demonstranten, wies aber darauf hin, dass eine Reparatur aus wirtschaftlicher Sicht nicht zu verantworten sei.
Am 5. Oktober 2008 fuhr die Goethe das letzte Mal im Plandienst unter Dampf, zwei Tage darauf dann ohne Fahrgäste von Koblenz zum Umbau in den Mülheimer Hafen. Die Kölner Schiffswerft Deutz baute die Dampfmaschine samt Fundamenten aus und rüstete das Schiff in Zusammenarbeit mit DSD Hilgers Stahlbau auf den neuen Antrieb um. Die neuen Dieselmaschinen wurden – um den geforderten Brandschutz zu gewährleisten – in zwei separaten Räumen installiert. Da der Schiffsführer die Dieselmaschinen selbst ansteuern kann, wurde der Maschinentelegraf demontiert. Eigens für die Erzeugung des für die Goethe typischen Signaltons wurde zur Betätigung der Dampfpfeifen ein kleiner elektrisch betriebener Dampfkessel des Bremer Herstellers Dino aufgestellt. Die denkmalgeschützte Dampfmaschine wurde als Dauerleihgabe dem Kölner Stadtmuseum übergeben. Die Kosten der Umrüstungsmaßnahme lagen bei 727.000 Euro. Als die Goethe im April 2009 fertiggestellt war, wurde sie für 602.000 Euro von der Köln-Düsseldorfer deren luxemburgischen Tochterunternehmen KD Europe S.à r.l. verkauft und mit neuem Heimathafen Valletta nach Malta ausgeflaggt. Zuvor war sie seit ihrer Inbetriebnahme unter preußischer und deutscher Flagge mit dem Heimathafen Köln registriert. Seither wird sie in der Zeitcharter während der Hauptsaison wieder auf ihrer Stammstrecke Koblenz–Rüdesheim–Koblenz ohne Dampferzuschlag eingesetzt. Nach einem Brand am 18. August 2011 in Oberwesel musste der Steuerbord-Dieselmotor ausgetauscht werden.

## Technische Beschreibung

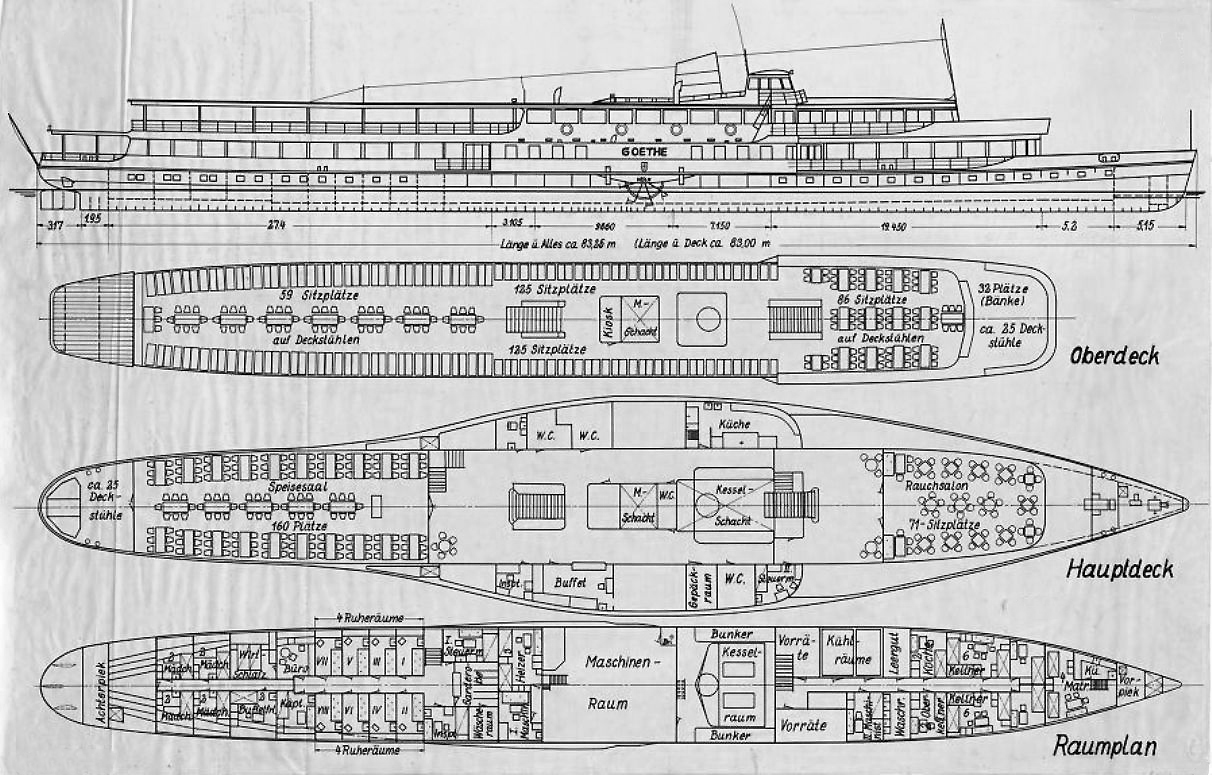
Generalplan der Goethe (1952)

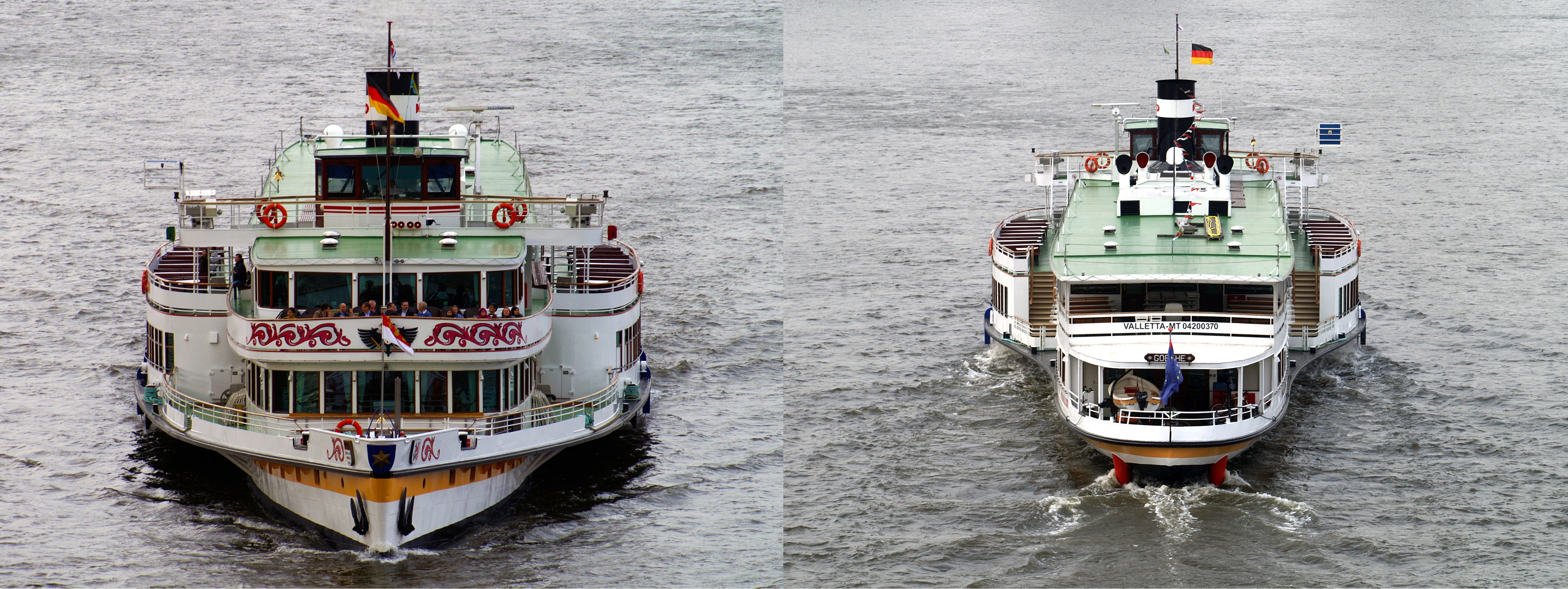
Bug- und Heckansicht

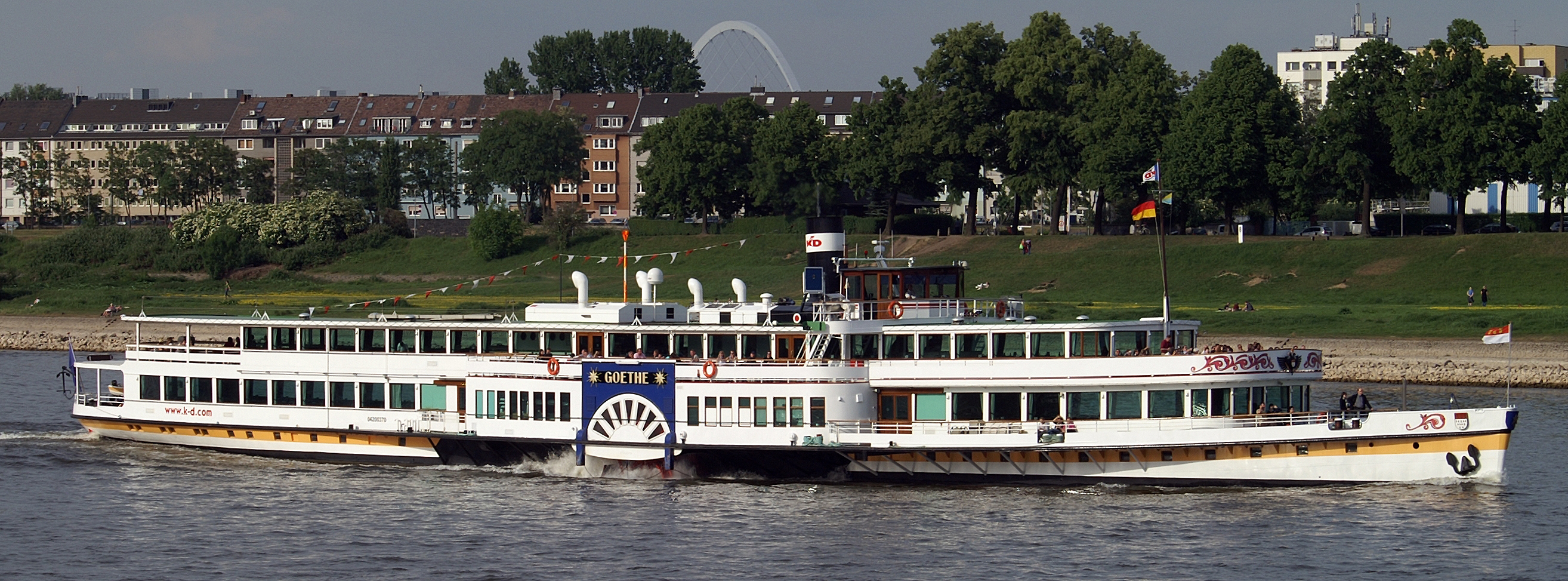
Steuerbordansicht

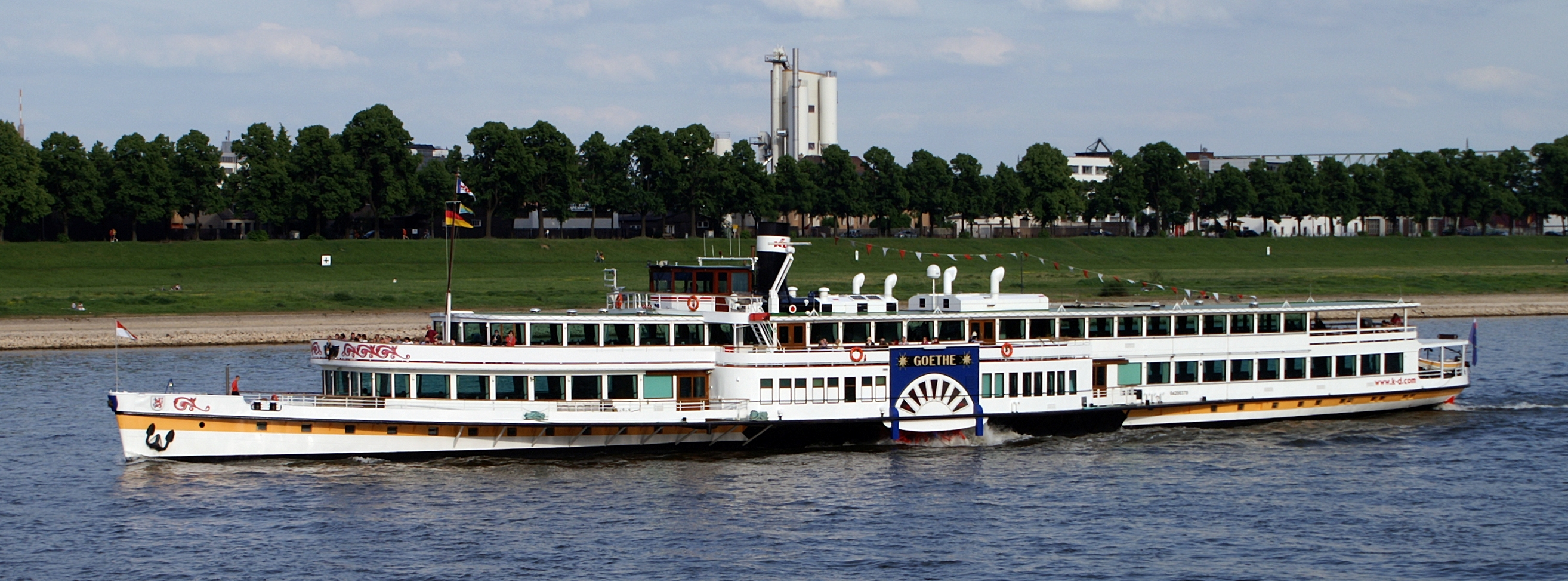
Backbordansicht

### Rumpf, Decks und Ausstattung
Die Goethe ist ein Einrumpfschiff mit spitz zulaufendem Bug, leicht ausgestelltem Dampfersteven und einem Kreuzerheck. Der Schiffsrumpf besteht aus vernieteten Stahlplatten auf Spanten. Um unkontrollierten Wassereinbruch zu vermeiden, wurde der Rumpf beim Wiederaufbau 1952/53 mit Querschotten in acht wasserdicht verschließbare Bereiche aufgeteilt. Die Aufbauten wurden in Leichtbauweise gefertigt. Durch die Verwendung von Aluminium reduzierte sich das Gewicht gegenüber der üblichen Stahlbauweise um 30 Tonnen. Das Schiff verfügt über drei feste Decks mit seitlicher fester Verkleidung. Im Bugbereich der oberen Decks sowie auf beiden Radkästen wurden Sonnendecks eingerichtet. Das vollständig überdachte und seitlich offene obere Achterdeck ist mit einem Geländer gesichert. Die vier klimatisierten Speisesalons auf dem Haupt- und dem Oberdeck sind mit Oregon Pine getäfelt und mit einem durchgehenden Parkettfußboden ausgestattet. Bei der Inneneinrichtung orientierten sich Raumgestalter am Art déco, der an die große Zeit der Dampfschifffahrt in den 1920er- und 1930er-Jahren erinnern soll. Das Hauptdeck mit den Toilettenanlagen ist barrierefrei zugänglich. Auf dem Unterdeck wurden neben den Maschinenanlagen die Lagerräume und Mannschaftskabinen eingerichtet.:491 u. 492
Seit dem Wiederaufbau 1952 ist das Schiff 83,25 m lang, 8,25 m breit (15,70 m über Radkästen). Der Tiefgang wird bei Maximalbelastung von 260 t mit 1,55 m angegeben. Die Wasserverdrängung im Leerzustand beträgt 744,2 t. Die Seitenhöhe des Rumpfs beträgt 2,80 m und die Höhe über dem Wasserspiegel 9,20 m. Die Goethe darf bei einer Nutzfläche von rund 740 m² bis zu 990 Fahrgäste befördern, jedoch werden im Regelfahrdienst nur 500 Sitzplätze angeboten.

### Antrieb und Steuerung
An den beiden vier Meter hohen Seitenrädern wurden jeweils acht bewegliche, drei Meter breite Radschaufeln montiert. Diese werden seit 2009 von direkt auf den Radwellen angeflanschten Hydraulikmotoren des schwedischen Herstellers BAE Systems Hägglunds angetrieben und sind separat steuerbar. Mit maximal 36 Umdrehungen je Minute wird eine Höchstgeschwindigkeit von 25 km/h zu Tal und von 14 km/h zu Berg erreicht. Die für den dieselhydraulischen Antrieb notwendige mechanische Energie wird von zwei 6-Zylinder-Iveco Cursor 13-Motoren mit einer Leistung von jeweils 367 kW bei 2000/min erzeugt. Die räumlich getrennten Dieselmotoren verbrauchen zusammen 150 Liter Dieselkraftstoff je Betriebsstunde. Neben einem hydraulisch gesteuerten Zweiflächenruder verfügt das Schiff zum besseren Manövrieren über ein von einem 195 kW starken Elektromotor angetriebenes Bugstrahlruder vom Typ Schottel-Pumpjet SPJ57 T und am Heck über eine Querstrahlsteueranlage vom Typ Schottel STT060 LK EL, die mit einem Elektromotor mit einer Leistung von 100 kW betrieben wird. Die Stromversorgung an Bord wird von zwei Dieselgeneratoren sichergestellt.
Bis zum Umbau 2008/09 wurden die Seitenräder von einer schrägliegenden Zweizylinder-Kreuzkopf-Verbunddampfmaschine mit Ventilsteuerung der Gebrüder Sachsenberg mit einer Leistung von 700 PS über Schubstangen angetrieben. Den notwendigen Dampfdruck von 9 kp/cm² erzeugten zuletzt zwei Dampfkessel des niederländischen Herstellers Novum. Sie produzierten mit einer Heizfläche von 100 m² bei einem Verbrauch von 350 Liter leichtem Heizöl bis zu 3 Tonnen Dampf je Stunde. Die 1996 ausgebauten Originaldampfkessel benötigten für die gleiche Dampferzeugung 500 Liter Schweröl bei einer Heizfläche von 285 m².

Technische Anlagen
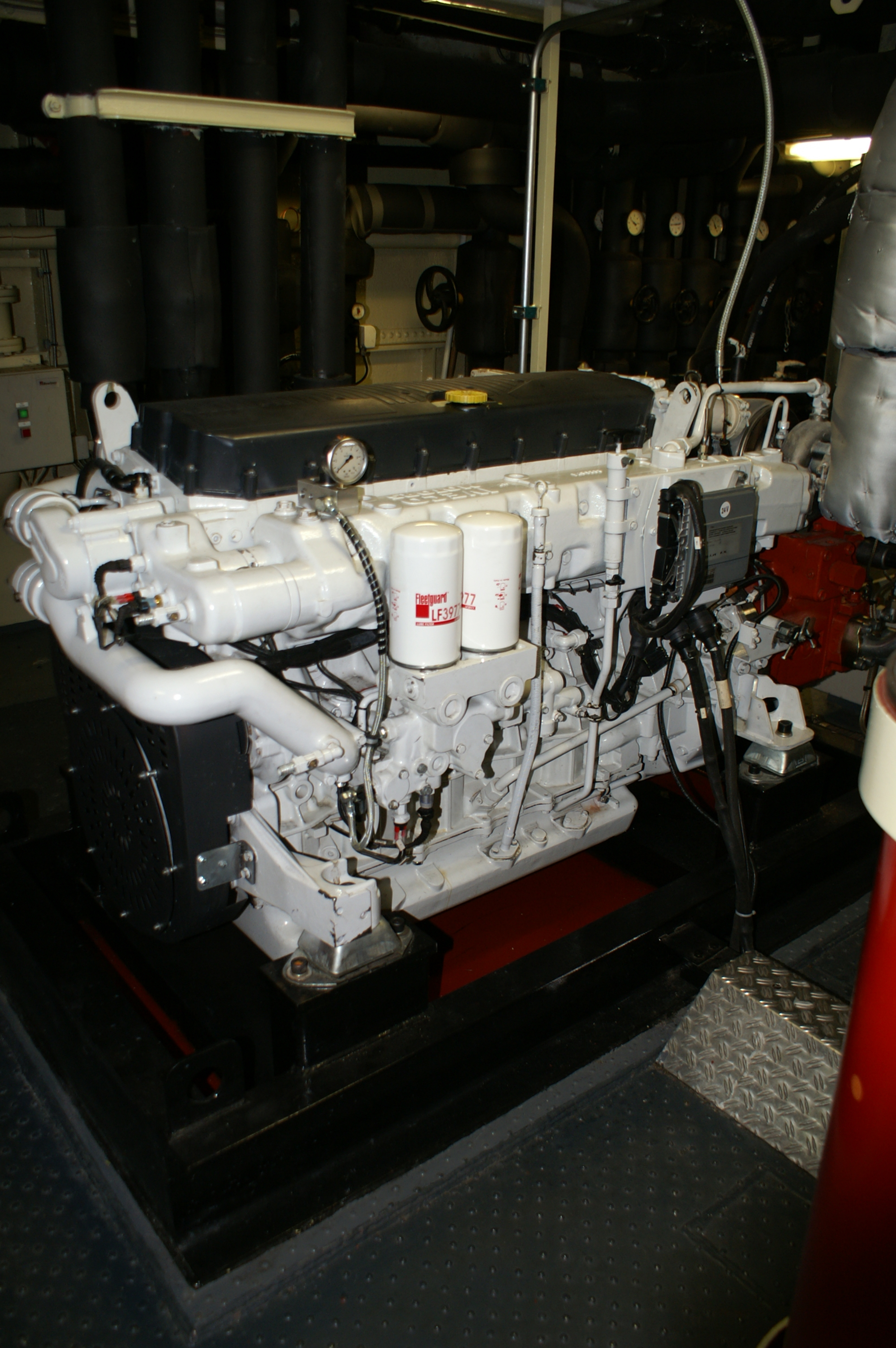
Iveco Cursor 13 ENTM50.30
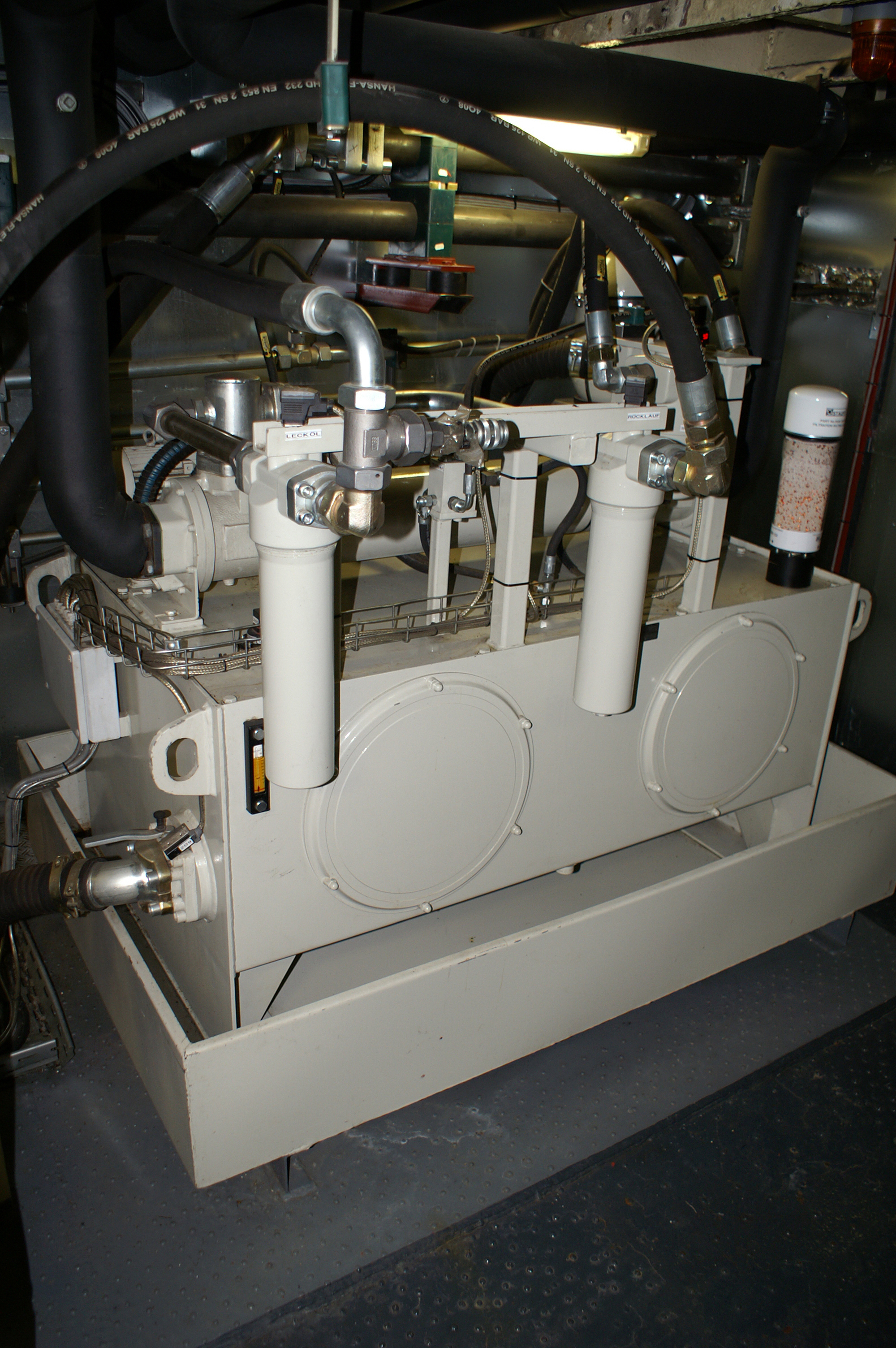
Hydrauliköltank
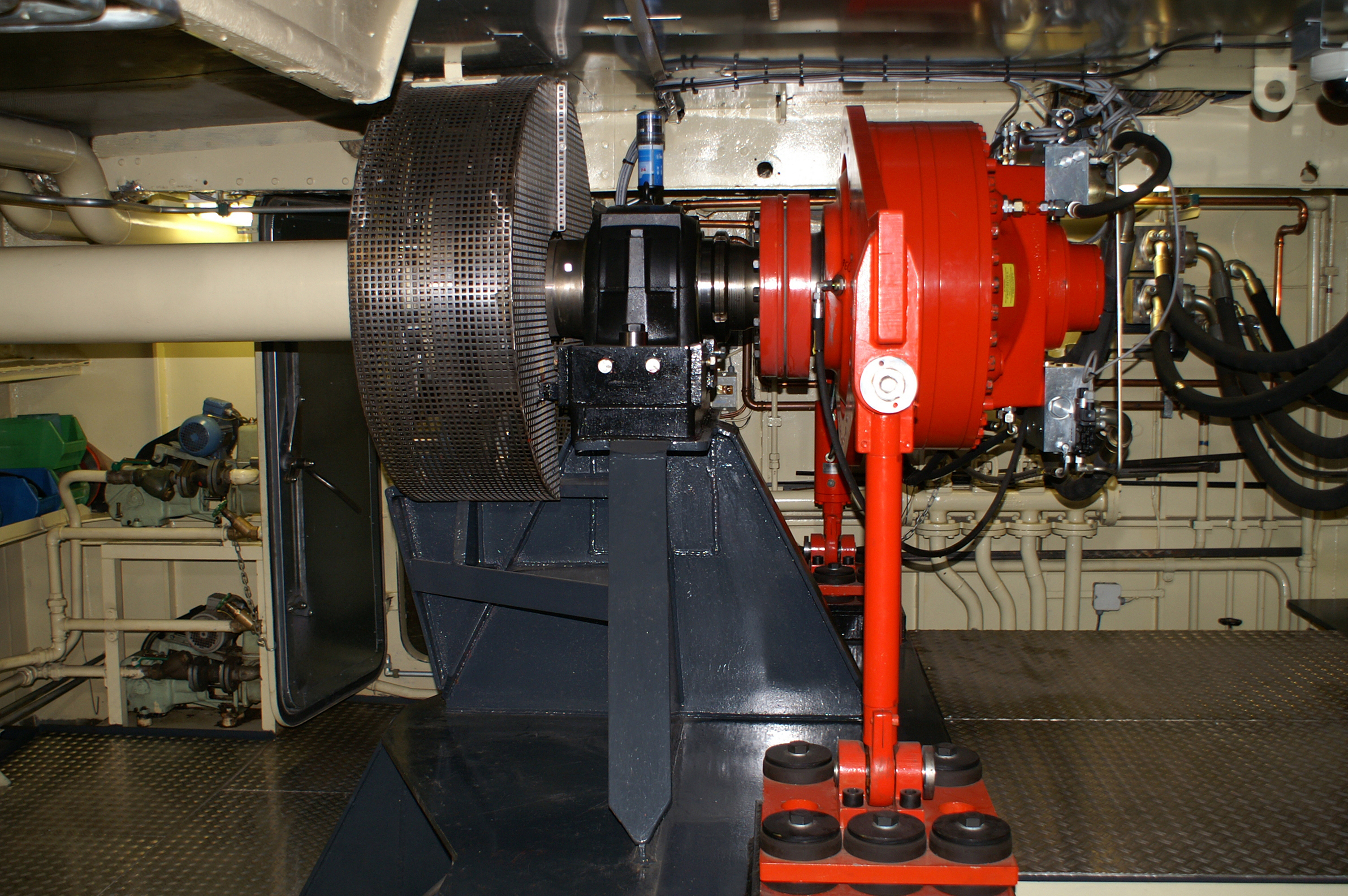
Hägglunds Hydraulikmotor
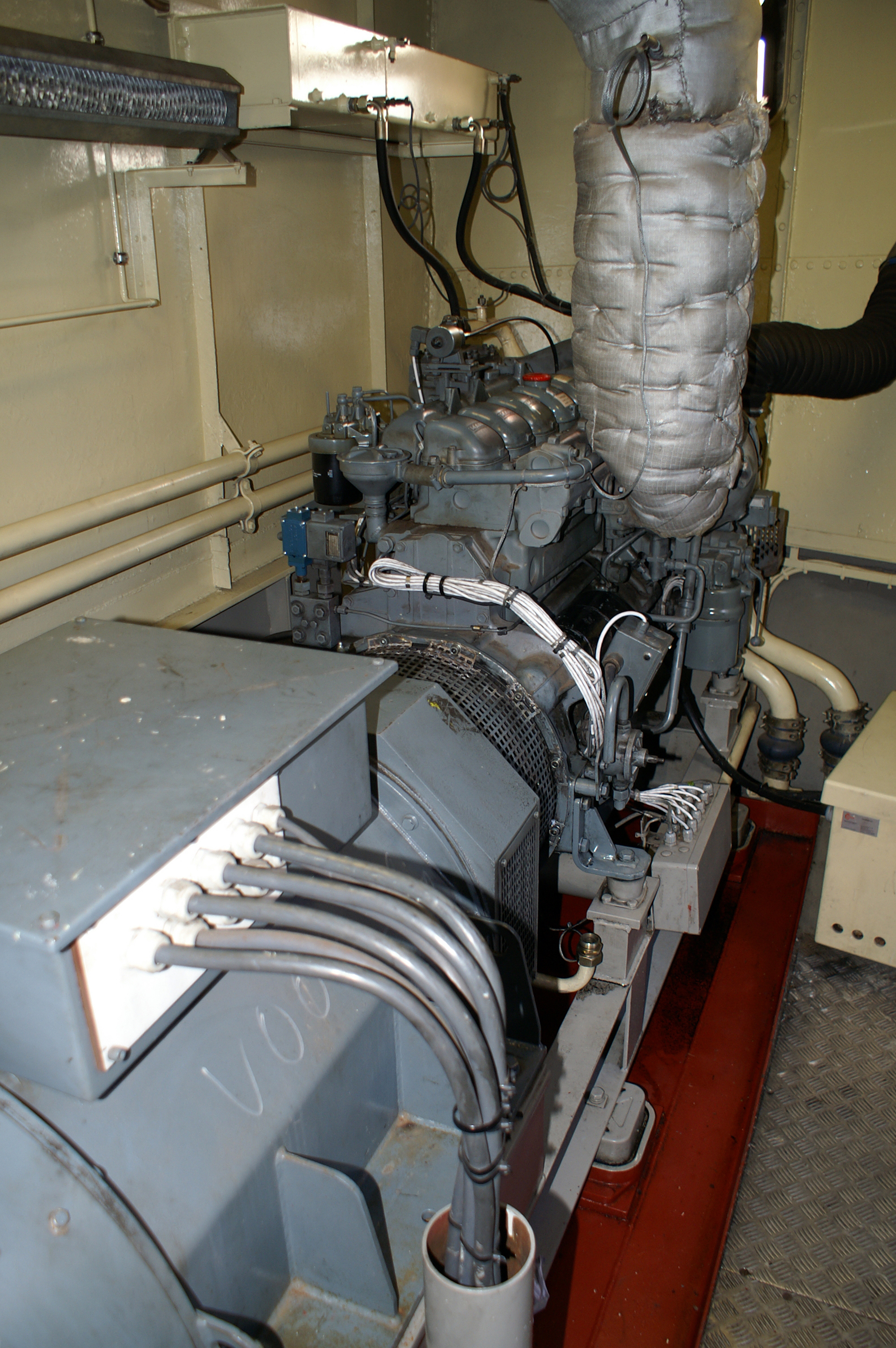
Dieselgenerator
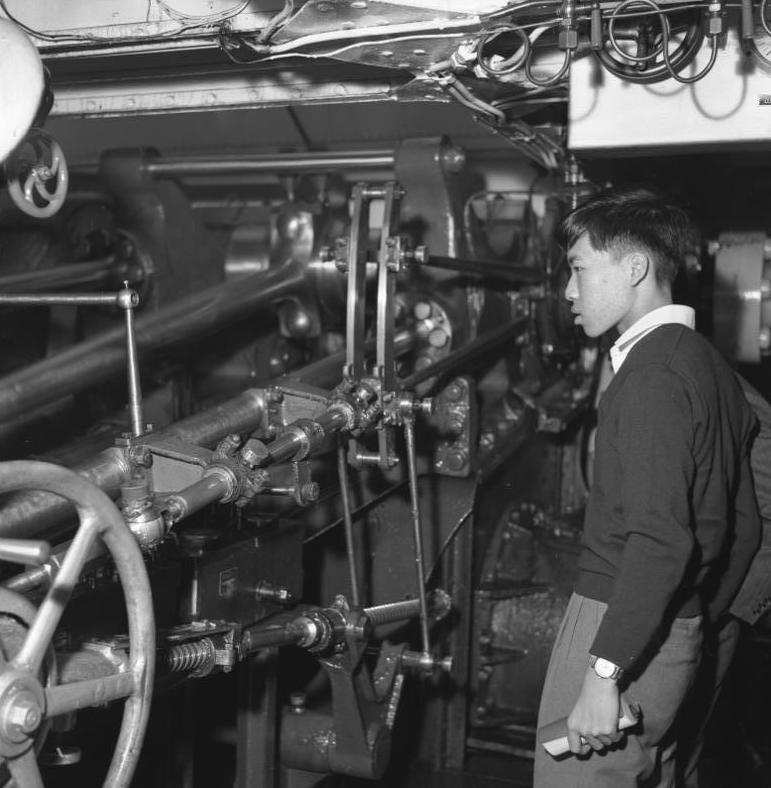
Dampfmaschine (1960)
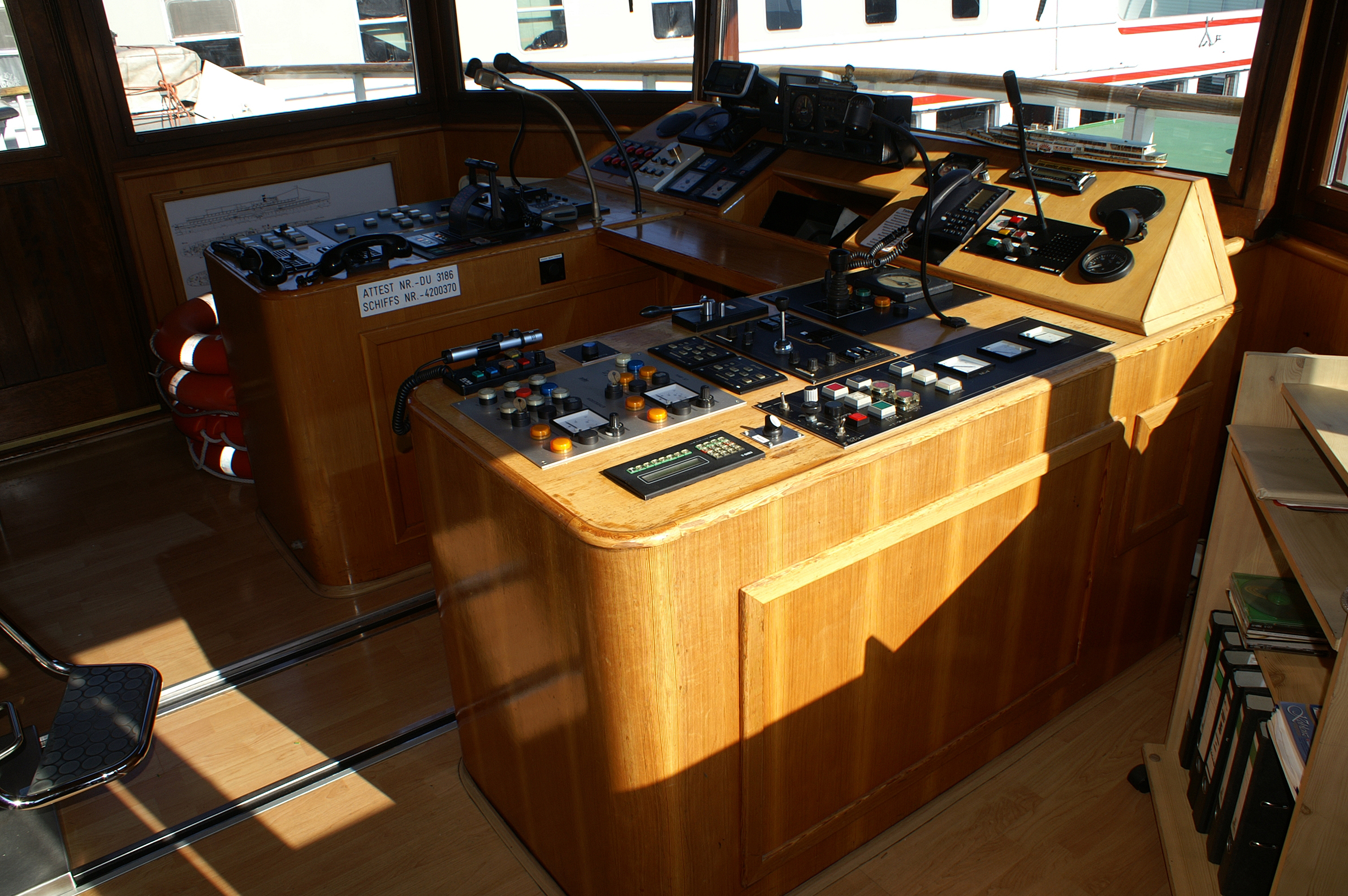
Steuerstand